# Церква святих верховних апостолів Петра і Павла (Славута)
Церква святих верховних апостолів Петра і Павла в Славуті — парафія і храм греко-католицької громади Хмельницького деканату Кам'янець-Подільської єпархії Української греко-католицької церкви в місті Славута Хмельницької области.

## Історія церкви
Парафія утворена 19 січня 2006 року. Храм, спроєктований архітектором Михайлом Нетриб'яком, збудували у 2007 році повністю за кошти владики Василія Семенюка. Освячення храму також здійснив владика Василій Семенюк 23 грудня 2007 року.
У 2012 році владика Василій Семенюк відвідав парафію з єпископською візитацією. При парафії діють Вівтарна дружина та недільна школа. Біля храму встановлено фігуру Матері Божої, пожертвувану Юрієм Левковичем.

## Парохи
- о. Євген Зарудний (19 січня 2006 — 28 листопада 2006),
- о. Павло Хведорук (з 28 листопада 2006).